# Grand Prix moto d'Australie 1989
Le  Grand Prix moto d'Australie 1989 est la deuxième manche du championnat du monde de vitesse moto 1989. La compétition s'est déroulée du 7 au 9 avril 1989 sur le circuit de Phillip Island.
C'est la 1re édition du Grand Prix moto d'Australie.

## Résultat des 500 cm3
| Pos. | Pilote              | Constructeur | Temps/Écart     | Points |
| ---- | ------------------- | ------------ | --------------- | ------ |
| 1    | Wayne Gardner       | Honda        | 48 min 15 s 940 | 20     |
| 2    | Wayne Rainey        | Yamaha       | +0 s 350        | 17     |
| 3    | Christian Sarron    | Yamaha       | +0 s 470        | 15     |
| 4    | Kevin Magee         | Yamaha       | +1 s 510        | 13     |
| 5    | Eddie Lawson        | Honda        | +10 s 970       | 11     |
| 6    | Tadahiko Taira      | Yamaha       | +12 s 570       | 10     |
| 7    | Ron Haslam          | Suzuki       | +32 s 460       | 9      |
| 8    | Mickael Doohan      | Honda        | +47 s 660       | 8      |
| 9    | Michael Dowson      | Yamaha       | +1 min 27 s 820 | 7      |
| 10   | Dominique Sarron    | Honda        | +1 tour         | 6      |
| 11   | Alessandro Valesi   | Yamaha       | +1 tour         | 5      |
| 12   | Damon Buckmaster    | Honda        | +1 tour         | 4      |
| 13   | Marco Gentile       | Fior         | +1 tour         | 3      |
| 14   | Nicholas Schmassman | Honda        | +3 tours        | 2      |
| 15   | Michael Rudroff     | Honda        | +3 tours        | 1      |
| Abd. | Greg Drew           | PRP          | Abandon         |        |
| Abd. | Freddie Spencer     | Yamaha       | Abandon         |        |
| Abd. | Randy Mamola        | Cagiva       | Abandon         |        |
| Abd. | Malcolm Campbell    | Honda        | Abandon         |        |
| Abd. | Kevin Schwantz      | Suzuki       | Abandon         |        |
| Abd. | Bubba Shobert       | Honda        | Abandon         |        |
| Abd. | Francisco Gonzales  | Honda        | Abandon         |        |
| Abd. | Niall Mackenzie     | Yamaha       | Abandon         |        |
| Abd. | James Judd          | Yamaha       | Abandon         |        |
| Abd. | Pierfrancesco Chili | Honda        | Abandon         |        |

## Résultat des 250 cm3
| Pos. | Pilote               | Constructeur | Temps/Écart     | Points |
| ---- | -------------------- | ------------ | --------------- | ------ |
| 1    | Sito Pons            | Honda        | 43 min 16 s 540 | 20     |
| 2    | Jean-Philippe Ruggia | Yamaha       | +0 s 130        | 17     |
| 3    | Luca Cadalora        | Yamaha       | +8 s 750        | 15     |
| 4    | Juan Garriga         | Yamaha       | +11 s 590       | 13     |
| 5    | Reinhold Roth        | Honda        | +18 s 130       | 11     |
| 6    | Jacques Cornu        | Honda        | +29 s 510       | 10     |
| 7    | Carlos Cardùs        | Honda        | +33 s 040       | 9      |
| 8    | Helmut Bradl         | Honda        | +33 s 170       | 8      |
| 9    | Didier de Radigues   | Aprilia      | +53 s 400       | 7      |
| 10   | Alex Barros          | Yamaha       | +54 s 790       | 6      |
| 11   | Loris Reggiani       | Honda        | +54 s 920       | 5      |
| 12   | Daryl Beattie        | Honda        | +55 s 300       | 4      |
| 13   | Martin Wimmer        | Aprilia      | +56 s 060       | 3      |
| 14   | Masao Shimizu        | Honda        | +1 min 1 s 370  | 2      |
| 15   | August Auinger       | Yamaha       | +1 min 4 s 180  | 1      |
| 16   | Jochen Schmid        | Honda        | +1 tour         |        |
| 17   | Ivan Palazzese       | Aprilia      | +1 tour         |        |
| 18   | Fabio Barchitta      | Aprilia      | +1 tour         |        |
| 19   | Harald Eckl          | Aprilia      | +1 tour         |        |
| 20   | Garry Cowan          | Yamaha       | +1 tour         |        |
| 21   | Xavier Cardelus      | Rieju        | +1 tour         |        |
| 22   | Patrick vd Goodbergh | Yamaha       | +1 tour         |        |
| 23   | Daniel Amatriain     | Honda        | +1 tour         |        |
| 24   | Jean Foray           | Yamaha       | +1 tour         |        |
| 25   | Jean-François Baldé  | Yamaha       | +1 tour         |        |
| 26   | Stephen Whitehouse   | Yamaha       | +1 tour         |        |
| 27   | Rene Bongers         | Yamaha       | +1 tour         |        |
| 28   | Darren Milner        | Yamaha       | +1 tour         |        |
| 29   | David Horton         | Yamaha       | +1 tour         |        |
| 30   | Andy Preining        | Aprilia      | +1 tour         |        |
| 31   | David Moore          | Yamaha       | +1 tour         |        |
| Abd. | Jeffrey Sayle        | Yamaha       | Abandon         |        |
| Abd. | Fausto Ricci         | Aprilia      | Abandon         |        |
| Abd. | Luis Lavado          | Yamaha       | Abandon         |        |
| Abd. | Alberto Rota         | Aprilia      | Abandon         |        |
| Abd. | Paolo Casoli         | Honda        | Abandon         |        |
| Abd. | Alberto Puig         | Yamaha       | Abandon         |        |

## Résultat des 125 cm3
| Pos. | Pilote             | Constructeur | Temps/Écart     | Points |
| ---- | ------------------ | ------------ | --------------- | ------ |
| 1    | Alex Criville      | JJ Cobas     | 39 min 40 s 040 | 20     |
| 2    | Robin Milton       | Honda        | +8 s 720        | 17     |
| 3    | Alan Scott         | Honda        | +13 s 640       | 15     |
| 4    | Stefan Prein       | Honda        | +17 s 550       | 13     |
| 5    | Ezio Gianola       | Honda        | +18 s 890       | 11     |
| 6    | Julian Miralles    | Derbi        | +28 s 360       | 10     |
| 7    | Fausto Gresini     | Aprilia      | +38 s 770       | 9      |
| 8    | Hans Spaan         | Honda        | +41 s 900       | 8      |
| 9    | Luis Miguel Reyes  | Honda        | +52 s 670       | 7      |
| 10   | Adi Stadler        | Honda        | +52 s 670       | 6      |
| 11   | Robin Appleyard    | Honda        | +53 s 020       | 5      |
| 12   | Lucio Pietroniro   | Honda        | +53 s 970       | 4      |
| 13   | Ian Saunders       | Honda        | +1 min 2 s 020  | 3      |
| 14   | Johnny Wickstroem  | Honda        | +1 min 3 s 640  | 2      |
| 15   | Alex Bedford       | EMC          | +1 min 5 s 960  | 1      |
| 16   | Domenico Brigaglia | Garelli      | +1 tour         |        |
| 17   | Peter Galvin       | Honda        | +1 tour         |        |
| 18   | Thierry Feuz       | Honda        | +1 tour         |        |
| 19   | Rafael Roses       |              | +1 tour         |        |
| 20   | Gerhard Waibel     | Honda        | +1 tour         |        |
| 21   | Michael Brown      | Honda        | +1 tour         |        |
| 22   | Steve Brouggy      |              | +1 tour         |        |
| 23   | Michael Haisman    | Honda        | +1 tour         |        |
| 24   | Mike Leitner       | Honda        | +1 tour         |        |
| 25   | Colin Clark        | Honda        | +1 tour         |        |
| Abd. | Trevor Manley      | Rotax        | Abandon         |        |
| Abd. | Stefan Dörflinger  | Aprilia      | Abandon         |        |
| Abd. | Kris Galatowicz    | Honda        | Abandon         |        |
| Abd. | Corrado Catalano   | Gazzaniga    | Abandon         |        |
| Abd. | Emilio Cuppini     | Garelli      | Abandon         |        |
| Abd. | Bruno Casanova     | Aprilia      | Abandon         |        |
| Abd. | Heinz Lüthi        | Honda        | Abandon         |        |
| Abd. | Hisashi Unemoto    | Honda        | Abandon         |        |
| Abd. | Jorge Martinez     | Derbi        | Abandon         |        |
| Abd. | Herri Torrontegui  | Honda        | Abandon         |        |
| Abd. | Koji Takada        | Honda        | Abandon         |        |